# Smash Up
Smash Up ist eine Kartenspiel-Serie, dessen Grundspiel 2012 erschienen ist. Es handelt sich um ein Kartendeckspiel für 2 bis 4 Spieler. Autor ist Paul Peterson, die Gestaltung stammt von diversen Illustratoren und Studios. In Deutschland erschien es bei Pegasus Spiele. 2022 teilte das Unternehmen mit, dass es auf Grund mangelnder Nachfrage keine weiteren deutschen Sets mehr herausbringen würde.

## Funktionsweise
Im Unterschied zu anderen Kartendeckspielen gibt es vorgegebene und relativ ausgewogene Decks, nämlich die Fraktionen (siehe Sets). Dabei wählt jeder Spieler jeweils zwei Fraktionen, die dann das gesamte Spiel zusammen agieren (daher auch der Name – abgeleitet von "mash up"). So kann z. B. als Alien-Zauberer oder Ninja-Zombies gespielt werden. Die 2–4 Mitspieler versuchen Basen, die auf dem Tisch vor ihnen offen liegen, zu knacken, in dem sie an diese Kreaturen anlegen. Dabei können mit Kreaturenfähigkeiten, aber auch mit Aktionskarten Kreaturen zerstört, versetzt, auf die Hand zurückgegeben werden etc. Ziel ist es dabei in den Momenten der Basenwertung eine möglichst hohe Gesamtstärke an Kreaturen dort liegen zu haben. Nach jeder Basenwertung werden Siegpunkte verteilt, die schließlich auch die Sieger festlegen. Jede Fraktion fügt neue Spielmechanismen hinzu. Der Reiz des Spiels leitet sich gerade aus dem Zusammenwirken dieser Fraktionen ab.

## Sets
| Deutscher Name                 | Englischer Name                    | Fraktionen                                                                                   | Erscheinungsdatum (EN) | Erscheinungsdatum (DE) |
| ------------------------------ | ---------------------------------- | -------------------------------------------------------------------------------------------- | ---------------------- | ---------------------- |
| Smash Up                       | Smash Up                           | Aliens, Dinosaurier, Gauner, Ninjas, Piraten, Roboter, Zauberer, Zombies                     | 08.10.2012             | 26.10.2012             |
| Wahnsinnslevel 9000            | Awesome Level 9000                 | Bärenreiter, Geister, Mörderpflanzen, Steampunks                                             | 08.04.2013             | 24.05.2013             |
| Der endgültige Cthulhu         | The Obligatory Cthulhu Set         | Fremde Wesen, Innsmouth, Miskatonic University, Schergen Cthulhus                            | 16.09.2013             | 04.09.2013             |
| Science Fiction Double Feature | Science Fiction Double Feature     | Cyborg-Affen, Gestaltwandler, Superspione, Zeitreisende                                      | 17.03.2014             | 11.03.2014             |
| Geek Edition                   | Geek Edition                       | Geeks                                                                                        | 15.08.2014             | 22.09.2014             |
| Monster Smash                  | Monster Smash                      | Riesenameisen, Vampire, Verrückte Wissenschaftler, Werwölfe                                  | 15.09.2014             | 24.09.2014             |
| Kuschelattacke                 | Pretty Pretty Smash Up             | Feen, Mystische Pferde, Prinzessinnen, Schmusekätzchen                                       | 09.03.2015             | 20.05.2015             |
| Munchkin                       | Munchkin                           | Diebe, Elfen, Halblinge, Krieger, Magier, Orks, Priester, Zwerge                             | 28.09.2015             | 16.10.2015             |
| Die Unverzichtbaren            | It’s Your Fault!                   | Drachen, Haie, Mythische Griechen, Superhelden, Tornados                                     | 07.03.2016             | 02.04.2016             |
| Vergessene Helden              | Cease and Desist                   | Astroritter, Sternenwanderer, Unedle, Wechslerbots                                           | 15.09.2016             | 11.10.2016             |
| Lieblingsmischung              | What Were We Thinking?             | Entdecker, Omas, Rockstars, Teddybären                                                       | 29.03.2017             | 26.05.2017             |
| All Stars                      | All Stars Event Kit                | All Stars                                                                                    | 12.07.2017             | 15.09.2017             |
| Big In Japan                   | Big In Japan                       | Kaiju, Klitzekleine Viecher, Magische Mädchen, Megatroopers                                  | 06.09.2017             | 17.10.2017             |
| Schafe                         | Sheep Promo                        | Schafe                                                                                       | 01.12.2017             | 24.08.2017             |
| Die wilden 70er                | That ’70s Expansion                | Discotänzer, Kung-Fu-Kämpfer, Trucker, Vigilanten                                            | 21.03.2018             | 04.05.2018             |
|                                | The Bigger Geekier Box             | Geeks, All Stars                                                                             | 15.08.2018             | nicht erschienen       |
| Abenteuerliche Legenden        | Oops, You Did It Again             | Altertümliche Ägypter, Cowboys, Samurai, Wikinger                                            | 05.09.2018             | 04.05.2018             |
| Widerstand zwecklos            | World Tour: International Incident | Luchadors, Mounties, Muketiere, Sumoringer                                                   | 22.03.2019             | 18.04.2019             |
| Pinguine                       | Penguins                           | Pinguine                                                                                     | 01.08.2019             | April 2021             |
| Titanen                        | TITANS                             | 16 Titanen für bestehende Fraktionen                                                         | 01.08.2019             | 02.10.2019             |
| Kulturschock                   | World Tour: Culture Shock          | Anansis Märchen, Grimms Märchen, Historische Inkas, Polynesische Reisende, Russische Märchen | 06.09.2019             | 22.10.2019             |
|                                | Smash Up: Marvel                   | Avengers, Hydra, Kree, Masters of Evil, S.H.I.E.L.D., Sinister Six, Spider-Verse, Ultimates  | 02.02.2021             | nicht in Planung       |
|                                | Goblins                            | Goblins                                                                                      | Mai 2021               | nicht in Planung       |
|                                | Knights of the Round Table         | Ritter der Tafelrunde                                                                        | 17.09.2021             | nicht in Planung       |
|                                | Disney Edition                     |                                                                                              |                        |                        |
|                                | 10 Year Anniversary Edition        |                                                                                              |                        |                        |